# Бекетовка (Волгоград)
Бекетовка — микрорайон (бывшее село) в Кировском районе Волгограда. Расположен в 16 км к югу от центра города.

## История
Бекетовка была основана в середине XVIII века генералом Никитой Афанасьевичем Бекетовым, фаворитом императрицы Елизаветы Петровны, впоследствии сенатором. Исторически Бекетовка находилась в другом месте, в районе балки Пахотина. В сообщении Отрадненского волостного правления 1895 г. указано, что «слобода Бекетовка (бывшая Хохловка) основана помещиком-генералом Бекетовым из выходцев Малороссии». После Пугачёвского восстания перенесено на современное место, к реке Елшанка, напротив села Отрада. Поселение имело статус слободы, относилось к Отрадинской волости Царицынского уезда Саратовской губернии. В 1862 году в слободе насчитывалось 108 дворов, проживало 362 души мужского и 399 женского пола, имелись 4 мельницы. Жители занимались хлебопашеством, огородничеством, бахчеводством и извозом. К концу XIX века население слободы составляло более 1 000 человек.
В 1919 году в составе Царицынского уезда включена в состав Царицынской губернии.
Постановлением ВЦИК РСФСР от 10 июля 1931 года село Бекетовка включено в городскую черту города Сталинграда.
В последний период Сталинградской битвы в Бекетовке располагался штаб 64-й советской армии генерал-лейтенанта М. С. Шумилова. Сюда после капитуляции был доставлен и допрошен 31 января 1943 года пленённый генерала-фельдмаршал Фридрих Паулюс.
После окончания Сталинградской битвы в Бекетовке и вокруг неё была создана сеть лагерей немецких военнопленных, где первое время размещалась вся капитулировавшая немецкая группировка (91 тысяча человек). Последний лагерь военнопленных был закрыт в 1949 году.

## Население
Динамика численности населения по годам:
| 1862 | 1882 | 1894 | 1895 | 1897 | 1911 |
| ---- | ---- | ---- | ---- | ---- | ---- |
| 761  | 844  | 1145 | 1036 | 1228 | 1525 |

## Известные уроженцы, жители
9 ноября 1929 года в Бекетовке родилась советский и российский композитор-песенник Александра Пахмутова.